# Joseph S. Fowler

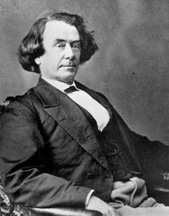
Joseph S. Fowler

Joseph Smith Fowler, född 31 augusti 1820 i Steubenville, Ohio, död 1 april 1902 i Washington, D.C., var en amerikansk republikansk politiker. Han representerade delstaten Tennessee i USA:s senat 1866-1871.
Fowler var professor i matematik vid Franklin College i Davidson County, Tennessee 1845-1849. Han arbetade därefter som advokat i Tennessee. Han var rektor för Howard Female College i Gallatin, Tennessee 1856-1861.
Under Fowlers tid som senator ställdes USA:s president Andrew Johnson inför riksrätt. Johnson hade en lång politisk karriär i Tennessee bakom sig. Fowler var en av sju republikanska senatorer som röstade för att frikänna presidenten. Eftersom Johnson skulle ha fällts med ytterligare en röst emot sig, spelade de republikaner som stödde honom en avgörande roll i rättegången. William P. Fessenden, Fowler, James W. Grimes, John B. Henderson, Lyman Trumbull, Peter G. Van Winkle och Edmund G. Ross var alla missnöjda med rättegången och bevisföringen i den trots att deras parti var fast bestämd att avsätta presidenten. Ross gav den avgörande rösten, eftersom han bestämde sig sist för att rösta för frikännandet.
Efter sin tid som senator arbetade Fowler som advokat i Washington, D.C. Hans grav finns på Lexington Cemetery i Lexington, Kentucky.